# Anette Hoffmann
Pour les articles homonymes, voir Hoffmann.
Anette Hoffmann-Møberg, née le 5 mai 1971 à Egvad, est une handballeuse internationale danoise qui évoluait au poste d'ailière gauche. 
Avec l'équipe du Danemark, elle participe notamment aux Jeux olympiques de 1996 et 2000 où elle remporte deux médailles d'or. En 2000, elle est nommée dans l'équipe type du tournoi olympique.
Après avoir été championne d'Europe en 1994 puis en 1996, le titre de championne du monde qu'elle remporte en 1997 lui permet ainsi d'avoir une médaille d'or dans chacune des trois compétitions majeures.

## Palmarès

### En équipe nationale
Jeux olympiques d'été
- médaille d'or aux Jeux olympiques de 1996 à Atlanta
- médaille d'or aux Jeux olympiques de 2000 à Sydney

championnats du monde
- finaliste du championnat du monde 1993
- troisième du championnat du monde 1995
- vainqueur du championnat du monde 1997

championnats d'Europe 
- vainqueur du championnat d'Europe 1994
- vainqueur du championnat d'Europe 1996
- finaliste du championnat d'Europe 1998

### En club
compétitions internationales
- vainqueur de la coupe EHF en 1994 (avec Viborg HK)
- finaliste de la Ligue des champions en 1997 (avec Viborg HK)

compétitions nationales
- championne du Danemark (4) en 1994, 1995, 1996 et 1997 (avec Viborg HK)
- vainqueur de la coupe du Danemark (3) en 1993, 1994 et 1996 (avec Viborg HK)

### Distinctions personnelles
- élue meilleure ailière gauche aux Jeux olympiques de 2000[3]